# Нолито
Мануел Агудо Дуран, (шп. Manuel Agudo Durán; 15. октобар 1986) познатији као Нолито (шп. Nolito) , шпански је фудбалер који тренутно наступа за Севиљу и фудбалску репрезентацију Шпаније на позицији нападача.
Нолита су одгајили баба и дјед, док је његова мајка била зависник од хероина, бавила се проституцијом и била у затвору. Фудбалом је почео да се бави од малих ногу, а професионалну каријеру почео је 2004 године, након што је провео двије године у Валенсији. Године 2008 прешао је у Барселону Б. Након три сезоне у Б тиму, 2010 године дебитовао је за први тим Барселоне. У Барселони није оставио велики траг, одиграо је само пет утакмица и 2011 је прешао у Бенфику. Након двије сезоне, прешао је у Селту. Нолито је у Селти пружао добре партије, проглашен је за најбољег фудбалера шпанске лиге за септембар 2014, а затим годину дана касније, добио је награду за најбољег фудбалера шпанске лиге за септембар 2015. Године 2016 прешао је у Манчестер Сити за 18 милиона евра. Незадовољан статусом у Ситију, Нолито се на љето 2017 вратио у Шпанију; прешао је у Севиљу за 9 милиона евра.
Нолито није добио ниједан позив за млађе селекције Шпаније. У новембру 2014 добио је позив за А репрезентацију Шпаније, за утакмице у склопу квалификација за ЕУРО 2016. Дебитовао је 18. новембра, у поразу Шпаније од Њемачке.
Нолито је ушао у састав репрезентације за Европско првенство 2016. На првенству постигао је један гол.

## Трофеји

### Барселона
- Ла Лига (1) : 2010/11.

### Бенфика
- Лига куп 1 : 2011/2012.